# Protanancus
Protanancus és un gènere extint de mamífers proboscidis de la família dels amebelodòntids que visqueren a l'Àfrica oriental i el subcontinent indi durant el Miocè. Se n'han trobat restes fòssils a la formació de Maboko (Kenya), la formació de Chinji, a la part pakistanesa de la serralada de Siwalik, i la formació de Hongliugou (Xina). Tenien els ullals superiors robustos i amb una marcada curvatura cap enfora. L'espècie P. macinnesi, la més primitiva del gènere, era més grossa que els querolofodòntids amb els quals coexistia a l'Àfrica oriental. El nom genèric Protanancus significa ‘primer Anancus’.